# Heterochelus lydenburgensis
Heterochelus lydenburgensis är en skalbaggsart som beskrevs av Kulzer 1960. Heterochelus lydenburgensis ingår i släktet Heterochelus och familjen Melolonthidae. Inga underarter finns listade i Catalogue of Life.